# Rise and Fall, Rage and Grace
Rise and Fall, Rage and Grace е деветият студиен албум на американската пънк рок група Офспринг, издаден на 17 юни 2008 г. в САЩ и седмица по-рано в Япония.

## Песни
1. Half-Truism 3:25
2. Trust In You 3:09
3. You're Gonna Go Far, Kid 2:57
4. Hammerhead 4:38
5. A Lot Like Me 4:28
6. Takes Me Nowhere 2:59
7. Kristy, Are You Doing Okay? 3:42
8. Nothingtown 3:29
9. Stuff Is Messed Up 3:32
10. Fix You 4:18
11. Let's Hear It For Rock Bottom 4:04
12. Rise And Fall 2:59
13. O.C. Life (D.I. Кавър) 2:53

## Офспринг членове
- Декстър Холанд – Вокалист И Ритъм Китара
- Нуудълс – Китара
- Грег Кризъл – Бас Китара
- Пийт Парада – Барабани